# Farida Bedwei

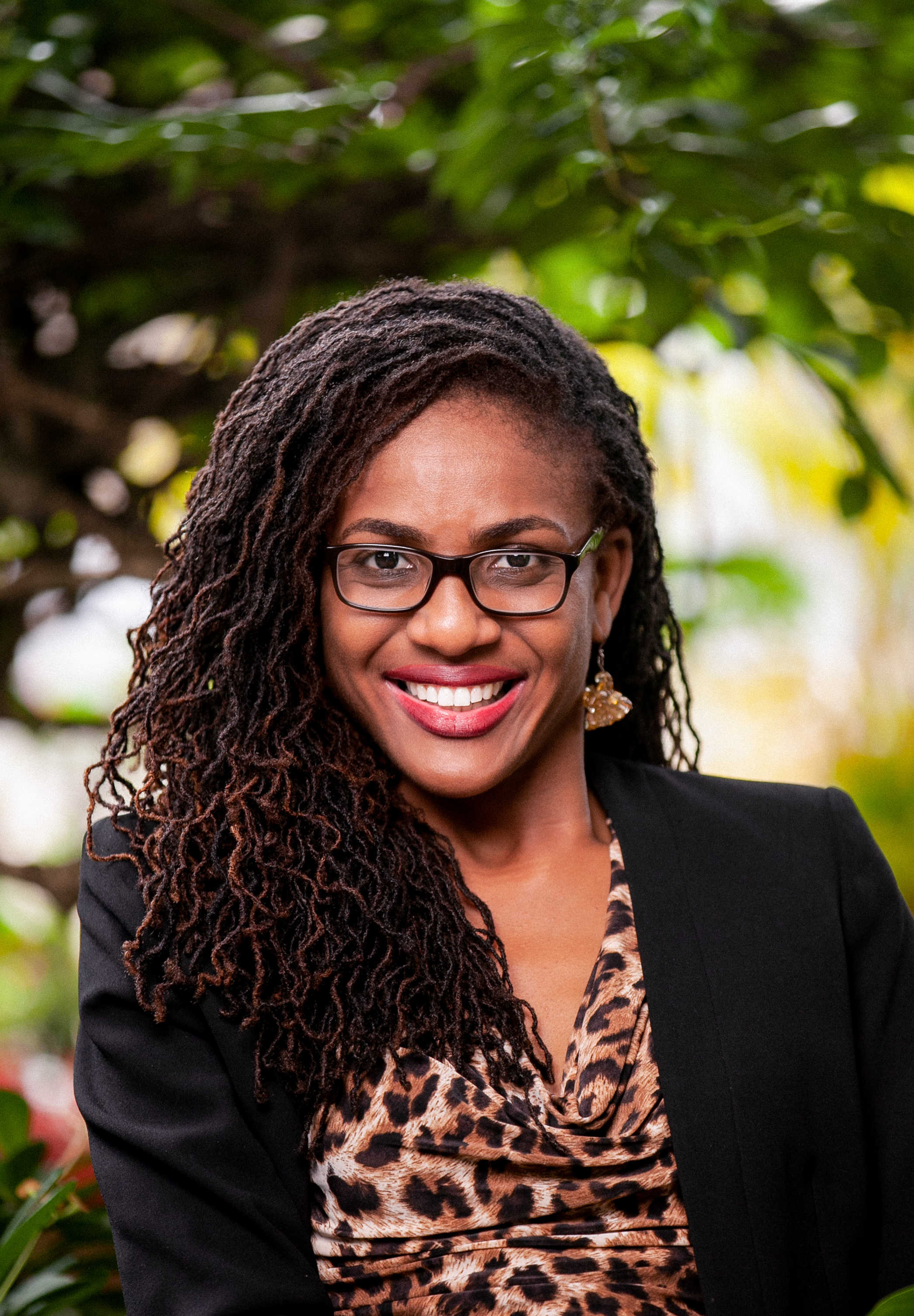
Farida Bedwei

Farida Nana Efua Bedwei (* 6. April 1979 in Lagos, Nigeria) ist eine ghanaische Software-Ingenieurin und Mitbegründerin von Logiciel, einem ghanaischen Finanztechnologie-Unternehmen. Farida Bedwei hat sowohl mobile Anwendungen als auch Unternehmenslösungen entwickelt. Sie ist für ihr Wissen über Softwarearchitektur und die Bereitstellung von mobilen Diensten für Bankanwendungen bekannt.

## Kindheit
Farida verbrachte ihre frühe Kindheit in drei verschiedenen Ländern (Dominica, Grenada und Vereinigtes Königreich), da ihr Vater beim Entwicklungsprogramm der Vereinten Nationen arbeitete. Im Alter von einem Jahr wurde bei ihr eine infantile Zerebralparese diagnostiziert. Ihre Familie zog nach Ghana, als sie 9 Jahre alt war. Bis zu ihrem 12. Lebensjahr wurde sie zu Hause unterrichtet, bevor sie auf eine staatliche Schule geschickt wurde.

## Studium
Im Alter von 15 Jahren bemerkten Faridas Eltern ihre frühe Leidenschaft für Computer und meldeten sie für einen einjährigen Computerkurs im St. Michael information technology centre in Accra an. 2005 erhielt sie einen Bachelor in Informatik an der University of Hertfordshire im Vereinigten Königreich. 2009 erwarb sie einen weiteren Abschluss in Projektmanagement vom Ghana Institute of Management and Public Administration (GIMPA).

## Karriere
Farida Bedwei begann ihre Karriere als Softwareentwicklerin bei Soft Company Ltd (jetzt Softtribe) und wechselte von dort zu Rancard Solutions Ltd, wo sie von 2001 bis 2010 von der Position des Lösungsanalysten zum Senior Software Architect aufstieg.
Bei Rancard Solutions war sie für die Entwicklung und Wartung von Mobilitätsplattformen verantwortlich. Sie entwickelte ein Content-Management-System für die Commission for Human Rights and Administrative Justice und eine webbasierte Gehaltsabrechnungsanwendung für KPMG Accra, die die gleichzeitige Verwaltung von Gehaltsabrechnungsdiensten für verschiedene Unternehmen erleichtert.
Im Jahr 2010 wechselte Farida Bedwei zu G-Life Microfinance, wo sie für die Entwicklung und Umsetzung neuer Produkte und Dienstleistungen zuständig war. Im April 2011 verließ sie das Unternehmen und gründete ihr eigenes Unternehmen, Logiciel Ltd in Accra, wo sie die technische Leitung übernahm. Bei Logiciel Ltd. leitete sie die Entwicklung und erfolgreiche Einführung von einer webbasierten Bankensoftware für die Mikrofinanzbranche, die landesweit von über hundert Mikrofinanzinstituten genutzt wird.
Im Jahr 2015 schrieb sie ihr erstes Buch, eine Mini-Autobiografie mit dem Titel Definition of a miracle. Außerdem schuf sie eine Superhelden-Comicfigur namens Karmzah, deren Kraft von den Krücken kommt, die sie aufgrund ihrer Zerebralparese benutzen muss.
Sie war Vorstandsmitglied der nationalen Telekommunikationsbehörde Ghanas zwischen 2014 und 2016.

## Auszeichnungen
- 2018: Sonderpreis des ägyptischen Präsidenten Abd al Fattah as-Sisi.[9]
- 2013: Auszeichnung für die einflussreichsten Frauen in Wirtschaft und Verwaltung Finanzsektor.[3]
- 2012: Sonderpreis des ghanaischen Präsidenten John Mahama.[3]
- 2011: Maiden Award von Legacy and Legacy Ideas Award.[4]